# Dipturus johannisdavisi
Dipturus johannisdavisi  (лат.) — вид хрящевых рыб семейства ромбовых скатов отряда скатообразных. Обитают в западной части Индийского океана. Встречаются на глубине до 549 м. Их крупные, уплощённые грудные плавники образуют диск в виде ромба со удлинённым и заострённым рылом. Максимальная зарегистрированная длина 23 см. Откладывают яйца. Не являются объектом целевого промысла.

## Таксономия
Впервые вид был научно описан в 1899 году как Raja johannisdavisi. Вид назван в честь знаменитого исследователи эпохи королевы Елизаветы Джона Дейвиса. Голотип представляет собой неполовозрелого самца длиной 21 см, пойманного в Лаккадивском море на глубине 410—520 м.

## Ареал
Эти батидемерсальные скаты обитают в Аденском заливе и у берегов Траванкора. Их присутствие в водах Занзибара требует дополнительного подтверждения. Встречаются на глубине от 457 до 549 м.

## Описание
Широкие и плоские грудные плавники этих скатов образуют ромбический диск с округлым рылом и закруглёнными краями. На вентральной стороне диска расположены 5 жаберных щелей, ноздри и рот. На длинном хвосте имеются латеральные складки. У этих скатов 2 редуцированных спинных плавника и редуцированный хвостовой плавник.
Максимальная зарегистрированная длина 23 см.

## Биология
Подобно прочим ромбовым эти скаты откладывают яйца, заключённые в жёсткую роговую капсулу с выступами на концах. Эмбрионы питаются исключительно желтком.

## Взаимодействие с человеком
Эти скаты не являются объектом целевого промысла. Могут попадаться в качестве прилова. Данных для оценки Международным союзом охраны природы охранного статуса вида недостаточно.